# Jacob Björnström

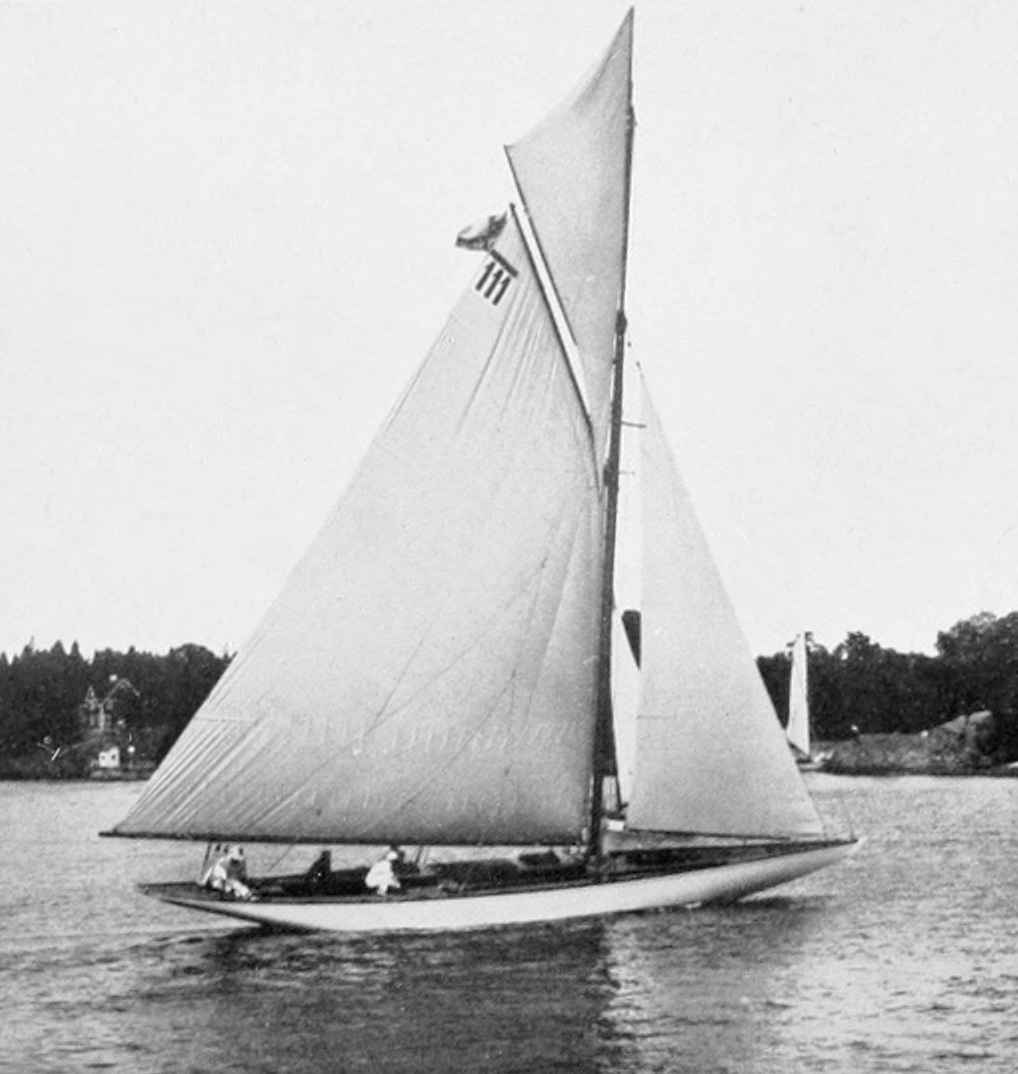
Fotografia del vaixell Nina, amb el qual va competir durant els Jocs Olímpics d'estiu de 1912 i va guanya la medalla d'argent.

Jacob Carl Gustaf Herman Björnström (Uuras, Carèlia, 14 de desembre de 1881 - Inari, 17 de juliol de 1935) va ser un regatista finlandès que va competir a començaments del segle xx.
El 1912 va prendre part en els Jocs Olímpics d'Estocolm, on va guanyar la medalla de plata en la categoria de 10 metres del programa de vela. Björnström navegà a bord del Nina junt a Waldemar Björkstén, Bror Brenner, Allan Franck, Erik Lindh, Adolf Pekkalainen i Harry Wahl.